# 刺客教條：大革命
《刺客教條：大革命》是育碧公司開發的一部動作冒險隱蔽類遊戲。本作是《刺客教條系列》的第八部主系列作品，为《刺客信条IV：黑旗》的续作，亦与《刺客信条：叛变》有关联，登陸PlayStation 4、Xbox One 和Microsoft Windows 平台。

## 系統
界面繼續沿用第三人身角度，增加了可使用武器和新增潛行模式，自由奔跑與戰鬥系統被重新處理：新設之「自由奔跑（上）」（Free-run Up）與「自由奔跑（下）」（Free-run Down）指令使主角能更迅速地攀上建築物和從高處返回地面；自《刺客教條：兄弟會》引進之連殺系統被廢除，變更為以劍擊為基礎的系統以提高對戰鬥技術的考驗。於各任務之間，主角可進行多項支線活動，包括謀殺案調查、刺殺任務、協助市民等。遊戲首次引進服飾個人化及強化系統：有別於以往作品中主角之服裝乃一整套的袍子而必須全套更換，本作主角各部位之服飾能在購入後自由配搭和設定顏色；主角進行指定行為（如特定刺殺方式、跑酷、同步殺敵等）後可取得「教條點數」（Creed point）用作強化服飾和武裝。
遊戲承襲了《刺客教條II》之奧迪托雷宅第重建及投資設定：主角在接收作為刺客組織情報收集所之「劇場咖啡店」（Café Théâtre）後可在每一固定時段後取得利潤，利潤可透過花費改善咖啡店裝潢以及購入位於巴黎其他區域之俱樂部分店提高。咖啡店也作為主角之活動中心，可在內進行戰鬥訓練、觀賞收藏品等。
100%記憶同步要求被變更為主線記憶內之「挑戰」（challenge）；線上多人遊戲之競爭模式被刪去，改為單人遊戲內之合作任務，容許最多四人同時參與；部分以往作品之線上多人模式元素融進了單人遊戲中：主角各項能力須透過完成主線記憶或於合作任務中取得「同步點數」（Sync point）逐漸換取，部分能力設有冷卻時間而不能連續使用。

## 劇情
緊接前作《刺客教條IV：黑旗》 ，跨國製藥公司Abstergo（現代聖殿騎士團）旗下部門Abstergo Entertainment 開發了名為「Helix」之雲端軟件，讓使用者能不需要借助基因記憶追溯機器「Animus」而能直接進入前人之記憶。
作為一名Helix使用者之一的玩家進入聖殿騎士團最後一任大團長兼「聖者」（Sage）雅克·德·莫萊（Jaques de Molay）的一段記憶。1307年，刺客組織襲擊聖殿騎士團位於法國聖殿塔的總部，莫萊託部下到地下密室藏好其管有之人類以前「第一文明」（First Civilization）遺物「伊甸之劍」（Sword of Eden）和一部法典後被捕和處死。此時現代刺客組織接觸玩家，表示Abstergo欲重組第一文明基因組從而實行一項目的不明的「鳳凰計畫」（Phoenix Project），因此侵占了玩家神經細胞搜索基因記憶資料，尋找古今擁有大量第一文明成員基因的聖者。為阻止Abstergo ，現代刺客希望玩家能加入組織並搶先進入活躍於18世紀末法國大革命時期、曾接觸一名聖者之刺客亞諾·維克特·多里安（Arno Victor Dorian）的記憶。
1776年12月27日
八歲之亞諾跟隨刺客父親查爾斯·多里安（Charles Dorian）前往凡爾賽宮，在等待父親回來時初遇法國聖殿騎士團大團長弗朗索瓦·德拉瑟爾（François de la Serre）的獨生女艾莉絲·德拉瑟爾（Élise de la Serre）。二人玩耍期間查爾斯被聖殿騎士謝伊·派崔克·寇馬可（Shay Patrick Cormac）刺殺（詳看《刺客教條：叛變》），弗朗索瓦基於對查爾斯的敬重而把亞諾收為義子加以養育。
玩家加入了組織。
1789年
常惹上麻煩的亞諾與艾莉絲成為戀人。5月5日，德拉瑟爾前往凡爾賽宮出席為艾莉絲舉行的宴會，一名送信人未能把一重要信件及時交给德拉瑟爾，亞諾請纓送信並但因被仇家襲擊而逃回德拉瑟爾宅第，把信件塞進德拉瑟爾辦公室地板後潛進皇宮與艾莉絲會面，離開時目擊德拉瑟爾被二人殺害並被誣陷為凶手，隨即被捕帶至巴士底監獄。亞諾於獄中認識了父親的摯友兼刺客大師皮爾·貝雷克（Pierre Bellec）從而了解父親真正身份，二人於兩個月後之攻佔巴士底獄事件中逃出監獄。及後亞諾找到了艾莉絲但被要求離開，兩人關係破裂；艾莉絲指出該信件本可警告德拉瑟爾聖殿騎士團內有人密謀把他殺害但最終沒有被收到。深感內疚的亞諾遂投靠刺客組織，為贖罪宣誓成為刺客。
玩家被Abstergo發現，逃到了1898年的巴黎。
1791年
亞諾分別刺殺了殺害德拉瑟爾的兩名兇手，其間認識了薩德侯爵（Marquis de Sade）及救出被新任聖殿騎士團大團長劫持的銀匠弗朗索瓦·湯馬斯·傑曼（François Thomas Germain）。亞諾在刺殺了大團長後始發現他是對德拉瑟爾發出信件以作警告之人；傑曼則是下達殺害命令的人亦是刺客組織提及的聖者。亞諾為保護艾莉絲而把她帶至刺客組織基地請求協助，有意與聖殿騎士團求和的刺客組織首領奥诺雷·米拉波（Honoré Mirabeau）認為提供協助將在未來使聖殿騎士團欠下巨大人情，但深信雙方無法共存之貝雷克認為此乃通敵行為而下毒殺害了米拉波，亞諾拒絕與他聯手後和他進行戰鬥並把他殺死。
1792年8月10日
巴黎公社（Commune de Paris）攻佔杜樂麗宮，亞諾奉命潛進杜樂麗宫銷毀米拉波與路易十六（Louis XVI）之間之密件，於國王房間首遇在搜索第一文明遺物「伊甸碎片」（Piece of Eden）的拿破崙·波拿巴（Napoleon Bonaparte）。同時傑曼欲引發對國王的革命，因此指派了部下分別策動九月大屠殺、扣押糧食以營造法國貴族無視平民困境的景象、以及投票支持處決路易十六，亞諾與艾莉絲分別行動並刺殺了相關人士。
1793年1月21日
路易十六在協和廣場被公開處決，亞諾為拯救被傑曼手下包圍的艾莉絲而錯失殺害傑曼的機會，刺客組織獲悉此事後認為亞諾多次違抗命令擅自行動而把他驅逐。陷入低谷的亞諾回到德拉瑟爾宅第買醉數月，被艾莉絲告知巴黎於雅各賓專政中四分五裂才重新振作，於同年6月回到巴黎刺殺另一名聖殿騎士並得知雅各賓派首領馬克西米連·羅伯斯庇爾（Maximilien de Robespierre）仍受傑曼之命拖延革命。
1794年6月
亞諾與艾莉絲於戰神廣場（Champ-de-Mars）設計使羅伯斯庇爾名譽受損，並趕及在後者被國民公會拘捕前使他供出傑曼所在地。二人翌日前往聖殿塔刺殺傑曼，取得「伊甸之劍」的傑曼在地下密室與二人展開戰鬥，艾莉絲單獨與傑曼交鋒期間寶劍力量被激發引起爆炸，導致艾莉絲被殺而傑曼受重創，亞諾隨即將之刺殺並把艾莉絲屍首帶走葬在德拉瑟爾家族墓園。
1808年
管有伊甸之劍並晉升為刺客大師的的亞諾與成為法國皇帝的拿破崙回到聖殿塔地下密室，把傑曼的遺骸藏在巴黎地下墓穴中。

### 《帝王陵墓》 （Dead Kings）
追加下載內容的《皇帝陵墓》背景設定在1794年，地點為當時被稱為法蘭西亞德的聖但尼。
1794年8月3日，亞諾於一所酒館會見薩德侯爵，希望能離開法國前往埃及，作為交換條件而被要求取得藏在路易九世陵墓內、原屬馬奎斯·孔多塞的手稿。亞諾潛進陵墓所在地圣但尼圣殿，同時發現一群由費林·羅斯上尉率領之盜墓者正在尋找神殿大門。亞諾在進一步探索後發現手稿被一名為萊昂的男孩偷去；盜墓者背後由拿破崙贊助，目的是尋找第一文明的密室並取得遺物。亞諾從盜墓者手中救出萊昂並取得手稿，受其拯救法國之決心打動而決定在離開前阻止拿破崙和盜墓者取得遺物。
亞諾及後偷取了拿破崙的鑰匙繼而打開神殿大門，刺殺了費林·羅斯並取得遺物聖但尼的頭，擊退大批盜墓者後離開神殿。事後拿破崙因叛國和擅離職守罪名而被捕；亞諾把手稿交予薩德候爵後默言離開，也發現聖但尼的頭內藏第一文明遺物伊甸碎片，最後把它交予刺客送往開羅刺客組織之導師。
現代刺客與現代聖殿騎士團事跡將在後繼作品《刺客信條：梟雄》續有敍述。

## 登場人物
主條目：刺客教條系列角色列表

## 研發
遊戲開發在2010年之《刺客教條：兄弟會》完成後不久展開，核心開發小組曾因進行《刺客教條III》之早期開發而分裂。2014年3月19日，有關下一部代號為「大革命」的遊戲之圖片被公開，透露了一位身處巴黎的新刺客阿諾、顯示了新的「自由奔跑（上）」和「自由奔跑（下）」按鈕、也表示大革命將定於法國大革命時期，將於2014年末在PlayStation 4和Xbox One平台上發行。3月21日，育碧軟件透過早期遊戲影片確認遊戲的存在；開發已進行了超過三年，也確認發行日幫為2014年最後一季，也會在微軟視窗上發行。育碧劇作家Jeff Yohalem透露法國大革命時代和《刺客教條III》之美國革命已於《刺客教條：兄弟會》結局部分之符號中暗示了。育碧蒙特利爾擔任遊戲首席開發，位於多倫多、烏克蘭、新加坡、上海、阿納西、蒙彼利埃、布加勒斯特、魁北克和成都之分部公司也有參與開發。
遊戲宣傳片段於2014年E3中發佈，公開了系列中首次引進之線上四人合作模式。開發團隊利用新一代遊戲主機的數據處理能力改善了非玩家角色群眾，容許多達1000名人工智能角色互相互動或針對玩家行動作出個別反應。由於育碧软件與英伟达宣布自2014年6月4日起建立雙方的合作夥伴關係，遊戲的个人电脑版本會採用英伟达的GameWorks技術，例如TXAA反鋸齒、先進DX11曲面細分以及PhysX PlayStation 4 以及XBOX ONE 顯示比PC較低，解析度只有900P，PC版本為1080P 。
遊戲的首席設計師本傑明·布里治表示由於反擊指令被廢除而且守衛更加強悍，遊戲難度會較前作為高，同時表示遊戲包含同步刺殺設定，容許與最多三名玩家進行同步的刺殺。
育碧於2014年10月宣佈他們向魁北克大學（Université du Québec à Trois-Rivières）的歷史學教授咨詢了18世紀末巴黎人的日常生活及修訂了劇本。

## 爭議
遊戲創意總監艾力克斯·阿曼西奧（Alex Amancio）與技術總監詹姆士·泰里恩（James Therien）在線上四人合作模式片段公開後透露更多細節。二人表示基於製作的實際情況而無法讓玩家使用女性虛擬化身，而且由於玩家能自訂刺客外觀，角色動畫、聲音和視覺效果將花費兩倍時間製作，造成大量的額外工作。關卡設計師布魯諾·聖安德魯（Bruno St-André）進一步指出一名女性虛擬化身需額外製作約8000個動畫 。部分遊戲團體對此感到不滿。VG247成員布蓮娜·希莉亞（Brenna Hillier）認為遊戲由九個團隊開發，育碧軟體卻以一個「老掉牙、愚蠢和經常被人反駁的藉口」延續遊戲界的性別歧視。PC Gamer成員添·克拉克（Tim Clark）提出刺客教條系列過往的作品的線上多人元素中均有女性作為可使用角色，而且《兄弟會》中隨時候命的刺客中不少均是女性，因此認為不難做到，同時認為阿曼西奧與泰里恩回應提問的方式暗示是項決定於公司內部也許同樣不受歡迎。部分玩家曾聯署要求育碧軟件改變立場。
刺客教條系列前設計師強納森·古柏（Jonathan Cooper）作出回應，估計這工作可於一至兩天內完成而不需要由8000個動畫取代，也透露 《刺客教條III：自由使命》的女性主角艾芙琳·德·格朗普雷（Aveline de Grandpré）與《刺客教條III》主角康納·肯威（Connor Kenway）的共享動畫比《刺客教條IV：黑旗》主角愛德華·肯威（Edward Kenway）更多。另一位刺客教條系列前設計師派崔斯·德斯利斯（Patrice Désilets）認為阿曼西奧的理由合理，但育碧軟件應容許玩家選擇虛擬角色性別。雜誌The Escapist成員沙密斯·楊（Shamus Young）撰文指出為一名女性角色而重新處理刺客教條系列內複雜的動畫會相當費時，但與加入女性角色的難度、成本和動態捕捉無關，育碧軟件不希望在遊戲中加入女性角色，沒有了解這是否玩家的希望，也迴避任何對此作出解釋的舉動。另一方面，CNet成員米雪·史達（Michelle Starr）同意塑造女性角色會帶來技術困難，例如不同的頭骨結構和非玩家角色如何與她們互動等環境因素，也表示育碧軟件對於加入女性角色帶來的額外工作並非謊言，而是資源運用上並不值得。
阿曼西奧作出澄清時表示理解事件和其起因，但認為與遊戲無關，原因是玩家在遊戲中操縱亞諾，因此在線上多人合作中所有人均是操縱亞諾，與看門狗主角艾登·皮爾斯（Aiden Pearce）相同。他們只改變面貌而維持身體外觀是希望玩家可展示他們的武裝。
2014年10月，育碧軟件發出聲明，以避免一切爭議為由把遊戲所有版本的解像度定於900p，背後原因被認為是兩大主機PlayStation 4與Xbox One的數據處理能力經常被媒體作出比較，而且PlayStation 4版本的解像度被調低以達至與Xbox One版本相近的水平。育碧對此作出否定，繼以指出是項決定源自主機的中央處理器：非玩家角色和人工智能的數量相當於把遊戲維持在每秒30格。

## 评价
| 汇总媒体     | 得分                                |
| ------------ | ----------------------------------- |
| GameRankings | PC：73.33% XONE：70.65% PS4：68.87% |
| Metacritic   | XONE：72/100 PS4：70/100 PC：70/100 |

| 媒体             | 得分   |
| ---------------- | ------ |
| Destructoid      | 7/10   |
| Eurogamer        | 7/10   |
| Game Informer    | 8/10   |
| GamesRadar+      | [ 38 ] |
| GameSpot         | 7/10   |
| GameTrailers     | 8/10   |
| Giant Bomb       | [ 41 ] |
| IGN              | 7.8/10 |
| Joystiq          | [ 43 ] |
| 官方Xbox杂志英国 | 8/10   |
| PC Gamer美国     | 65/100 |
| Polygon          | 6.5/10 |
| VideoGamer.com   | 8/10   |

遊戲獲得中至正面評價。GameRankings與Metacritic為遊戲微軟視窗版本分別給予73.33分和70分、Xbox One版本分別給予70.65分和72分、PlayStation 4版本則分別給予68.87分和70分。Game Informer成員馬特·米勒（Matt Miller）給予遊戲8/10分，讚揚細緻的環境和建築物、出色的配音、講求策略的任務、富有挑戰性的遊玩過程和節奏良好的主線任務，但批評操縱和平衡上出現問題，以及遊戲內的技術錯誤，也表示導航系統和戰鬥系統仍有待改善；GamesRadar成員露易絲·布里恩（Louise Blain）給予遊戲4/5分，讚揚遊戲世界高密度且氣氛豐富、任務設計以角色為本、自由奔跑機制完美、角色個人化設定深入和戰鬥令人滿足，但對遊戲的畫面更新率和敵人工智能作出了批評。
Destructoid成員克里斯·卡特（Chris Carter）給予遊戲7/10分，讚揚了新的動作系統、令人喜愛的主要角色、富有代表性的時代背景、流暢的動畫、以及新增的自訂角色設定和大規模的民眾，但對容易預測的劇情、技術錯誤和部分無法單人進行的線上多人合作任務作出批評，並表示遊戲感覺上退了步，欠缺《刺客教條IV：黑旗》的無盡海洋和《刺客教條III》的開放原野，但對一直遊玩刺客教條系列的人而言仍是值得參與的旅程；Eurogamer成員汤姆·布拉姆韦尔（Tom Bramwell）給予遊戲7/10分，讚揚遊戲的背景設定、豐富的內容、有啟發性的劇情和有趣的支線任務，但批評任務設計缺乏想像力、自由奔跑機制的自動修正過於熱衷、以及武裝無法自訂，形容遊戲是錯失了的機會。
IGN成員馬迪·兆發（Marty Silva）給予遊戲7.8/10分，讚揚重塑的巴黎和在線上合作模式中展現的構思，但批評潛行系統未經調整、劇情薄弱和主角未夠強韌，認為遊戲漂亮、富有娛樂性並成功證明了系列將來的概念，但無法稱之為一次革新。
PC Gamer成員湯姆·先尼亞（Tom Senior）給予遊戲65分，表示遊戲可成為刺客教條系列中非常好玩的一部分，高質的刺殺任務和突出的背景設定不但襯托出充實的主線內容，也可能把其最低評分推至80分以上，但一連串的技術和表現問題、以及生硬的戰鬥和自由奔跑系統使遊戲只能被譽為一場失敗的革命；Joystiq成員森姆·皮雷爾（Sam Prell）給予遊戲2.5/5分，表示雖然不得不讚許遊戲內一切做得對的地方，而且如有朋友進行合作任務下可玩得很高興，但也不可能無視遊戲差強人意之處；PC World表示遊戲是刺客教條系列中的新低點，批評遊戲規模細小、遊玩方式差劣和最低系統配置過高；CNeT同樣表示遊戲對刺客教條系列的核心玩家而言或許足夠，但一直無法找到其立足之處。
法國左翼團體批評遊戲對法國大革命的詮釋，把馬克西米連·羅伯斯庇爾和瑪麗·安東娃妮特分別描繪成嗜血的怪物和可憐的小女孩，並表示遊戲呈視的是兩個世紀以來對反革命的陳腔濫調，雖然祝願購買遊戲的人能享受遊戲但認為他們不應被遊戲妨礙思考和被當中的政治宣傳所操縱。

## 回應
育碧軟件蒙特利爾行政總裁甄尼斯·莫雷就遊戲發售時出現的問題代表工作室致歉，表示遊戲整體質素被BUG和未有預計的技術問題拖累，使玩家無法徹底體驗遊戲。作為回應，育碧軟件宣佈停止發售遊戲的季度通行證和黃金版本，以及把首個附加下載內容皇帝陵墓設為免費，已購買了季度通行證的玩家可從六款育碧軟件遊戲中免費下載其中一款，並可繼續取得一系列的額外內容，包括《刺客信條 編年史》，條件為玩家必須放棄控告育碧軟件的權利和無視季度通行證貶值。
經過多次的更新及補丁修正，遊戲內的BUG問題已經大幅減少。
由于育碧的送游戏行为，导致育碧被玩家经常调侃买BUG送游戏。
遊戲本身也被諷刺為｢半成品｣、｢bug命｣(大革命諧音)。
遊戲創意總監艾力克斯·阿曼西奧於2014年10月6日時代雜誌的訪問中表示他們嘗試做的是避免減少歷史，盡力以最準確的方式描繪事情，但遊戲製作人員安東恩·維姆·杜蒙提爾表示《刺客教條：大革命》最終是一款主流電子遊戲而非歷史教學。

## 其它
2019年巴黎圣母院大火之后，因《刺客信条：大革命》中还原了巴黎圣母院的场景，在游戏尚未进行促销的情况下，销量意外提升，甚至有意见认为可参照游戏中的场景进行修复。育碧上海工作室在圣母院火灾后表示：“在巴黎圣母院暂时离开的这段时间里，至少还能在游戏里与她相见。”
2019年4月17日，育碧在自家UPlay平台举办了《刺客信条：大革命》游戏促销活动；当天稍晚时，育碧更宣布捐款50万欧元，用于修复巴黎圣母院，同时宣布《刺客信条：大革命》在2019年4月17日至25日期间限时免费领取，稍早前付费购买游戏的玩家将获得全额退款。